# D・W・グリフィス
デヴィッド・ウォーク・グリフィス（David Wark Griffith、1875年1月22日 - 1948年7月23日）は、アメリカ合衆国の映画監督、俳優、脚本家、映画製作者。
映画文法の基礎を築いた人物であり、様々な映画技術（モンタージュ、カットバック、クローズアップなど）を確立して、映画を芸術的な域へと高めた。アメリカ初の長編映画『國民の創生』や『イントレランス』などの監督作品は彼の技術の集大成的な作品であり、現在でもアメリカ映画の名作として数えられる。また、女優のメアリー・ピックフォードやリリアン・ギッシュなど数多くの映画人を輩出したことでも知られ、それらの功績から「映画の父」と呼ばれている。

## 生涯
1875年1月22日、ケンタッキー州ラグレーンジに生まれる（クレスウッド生まれとする説もある）。父親は南北戦争における南軍の英雄ジェイコブ・ウォーク・グリフィス大佐。彼は大きな農場を経営しており、州議会議員も務めていたが、戦後に没落し、グリフィスが10歳の時に亡くなっている。そのため少年時代は困窮を極めていたが、両親から高い教育を受けていた。
その後グリフィスはエレベーターボーイやルイヴィルの本屋の店員など様々な職を転々としていたが、慈善公演の舞台に立ったことから地方劇団に参加し、俳優として活動しはじめた。31歳のときにはニューヨークに進出し、1906年に女優のリンダ・アーヴィドソンと結婚した。その一方で舞台の演出家を夢見ていたグリフィスは、戯曲や詩を書いて売りこんでいたが、金銭的に行き詰っていたため、1907年に自分の脚本をエジソンスタジオのエドウィン・S・ポーターに売り込んだ。脚本は不採用となったが、俳優として採用され、同年の『鷲の巣から救われて』の樵役で映画デビューを果たした。
このエジソン社で映画製作のノウハウを学んだが、自らの脚本が採用されないことに鬱々としていたため、1908年にバイオグラフ社に自分の脚本を持ち込んだ。すると会社は彼の素質を認め、グリフィスは妻リンダとともにバイオグラフ社に入社することとなった。始めは夫妻で俳優として活躍する傍ら、数十本のシナリオを執筆した。同年6月、バイオグラフ社の撮影技師ビリー・ビッツァーに誘われたことから、『ドリーの冒険』で監督デビューした。後に長編の大作を手がけさまざまな撮影技法を駆使していったが、デビュー作の『ドリーの冒険』は正味15分ほどの短編映画であり、映画はヒットした。以降バイオグラフ社の監督としてビッツァ―とのコンビで1913年までに450本以上の短編映画を手がけた。
デビュー作の『ドリーの冒険』は少女が誘拐され樽の中に入れられるが、その樽が川に落ちて流されていくというストーリーで、まだワンシーン・ワンショット撮影による作品であった。1909年の『小麦の買い占め』は社会派劇で、金持ちの小麦の相場師と貧しい小麦農家を対比して描いている。同年の『インディアンの考え』はインディアンの目線で白人との対立を描いている。1910年の『境界州にて』『鎧戸の締まった家』は南北戦争もので、1911年の『老人たちをどうすべきか』では悲劇的な作品も作っている。1912年にはカルフォルニアでロケを行った2巻物の『大虐殺』を発表しており、群衆場面においてロングショットの効果的な使用がみられる。

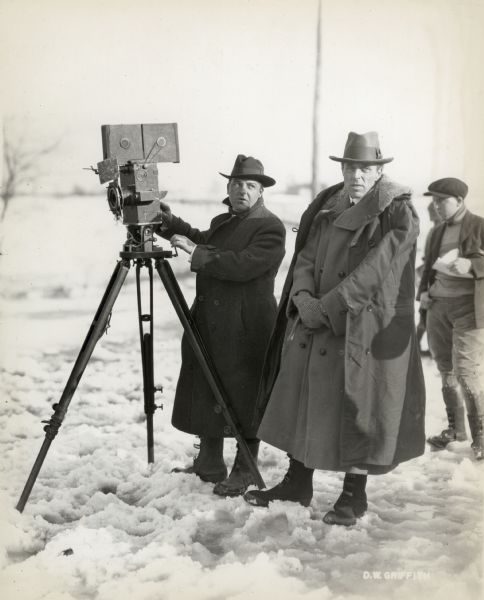
『東への道』（1920年）での撮影。右がグリフィス。左はカメラマン・ビリー・ビッツァー。

1913年、自身初の長編作品『ベッスリアの女王』（別題：アッシリアの遠征）を製作するが、当時はまだ長編映画が普及しておらず、会社はこの作品をお蔵入りにさせた。さらに会社はグリフィスに長編映画を製作させなかったため、グリフィスはバイオグラフ社を退社してハリウッドに渡り、ミューチュアル社と契約を結んだ。
1915年、ミューチュアル社のハリー・エイトケンとグリフィスが創設したエポック・プロデューシング・コーポレーションの出資で『國民の創生』を製作。KKKの誕生物語を南部白人の立場から描いた物語だったため、北部においては上映拒否されたり、黒人の差別描写で物議を醸したが、作品自体は大ヒットした。
同年7月、ミューチュアル社から追放されたエイトケンが配給会社トライアングル社を設立。マック・セネット、トマス・H・インスとともに招かれたグリフィスは、トライアングル社傘下の製作会社ファイン・アーツ社の製作責任者となり、1916年に『イントレランス』を製作した。四時代の物語が同時並行的に描かれるという当時としては革新的な作品だったが難解との評判を呼び、アメリカ本国では商業的に失敗した。しかし現在では映画史上最大の古典として語り継がれている。1917年、『イントレランス』の失敗などの影響で、トライアングル社は製作を中止した。

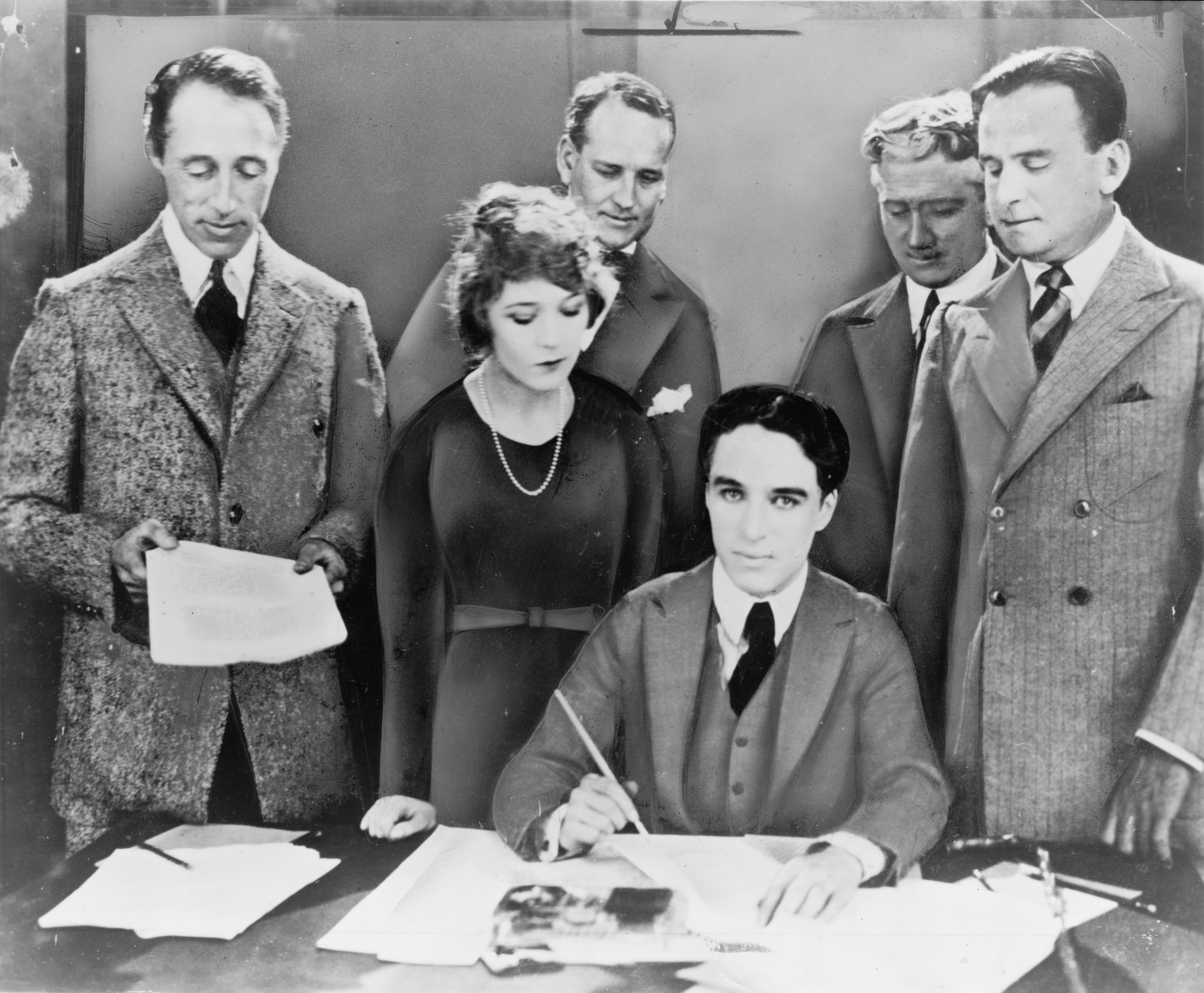
UA創立メンバー。左からグリフィス、メアリー・ピックフォード、チャールズ・チャップリン、ダグラス・フェアバンクス（1919年）

1919年、チャールズ・チャップリン、ダグラス・フェアバンクス、メアリー・ピックフォードと共にユナイテッド・アーティスツ社を創設、自由な映画製作を目指して『散り行く花』『東への道』などを発表していった。しかし、完璧主義者で保守的な映画製作に拘ったグリフィスは時代の流れについていけず、人気も凋落していった。
1930年に初のトーキーとなる『世界の英雄』を発表するも、翌1931年の『苦闘』は興業的にも批評的にも大失敗し、これがグリフィス最後の監督作となった。この頃からすでに彼は世間からも映画界からも忘れ去られた存在となっていた。
1936年、アカデミー賞特別賞を受賞。同年、妻のリンダと離婚。女優のイヴリン・ボールドウィンと再婚したが、1947年に離婚している。1938年に全米監督協会賞名誉終身会員賞を受賞。
1948年7月23日、ロサンゼルスのホテルで脳溢血のため死去。晩年は酒浸りの生活を送っていたという。ハリウッド・ウォーク・オブ・フェームの6535番地に彼を顕彰する星が刻まれている。

## 映画文法の確立

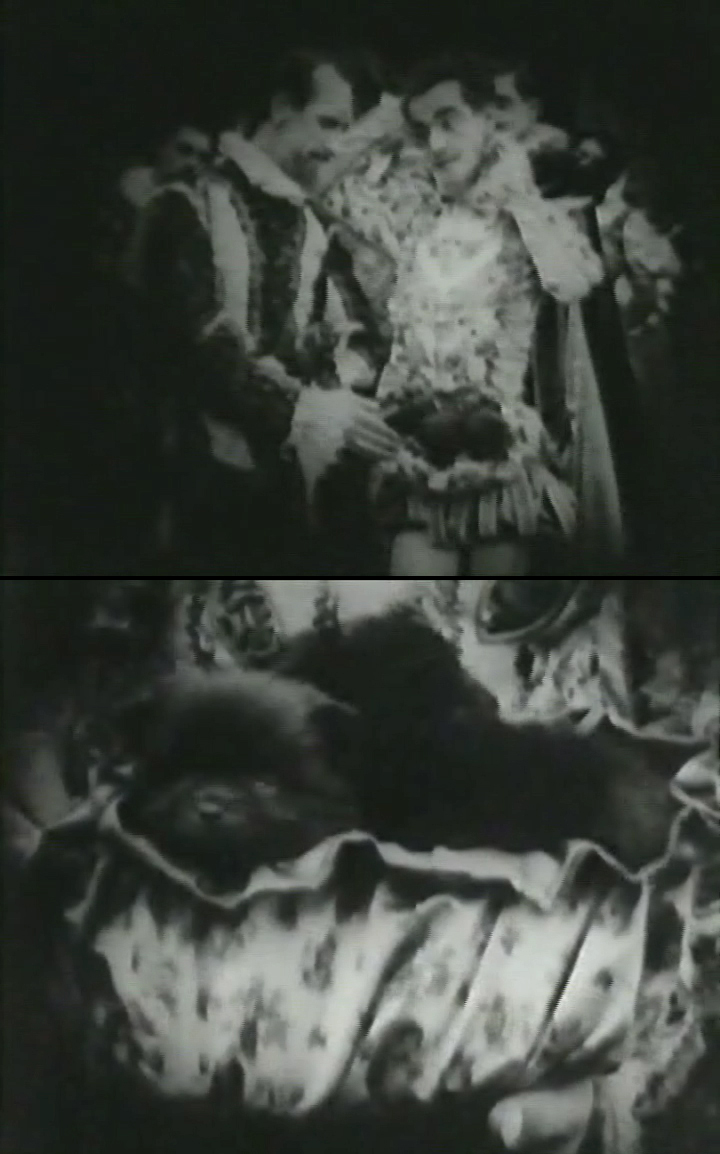
クローズアップの手法（『イントレランス』）

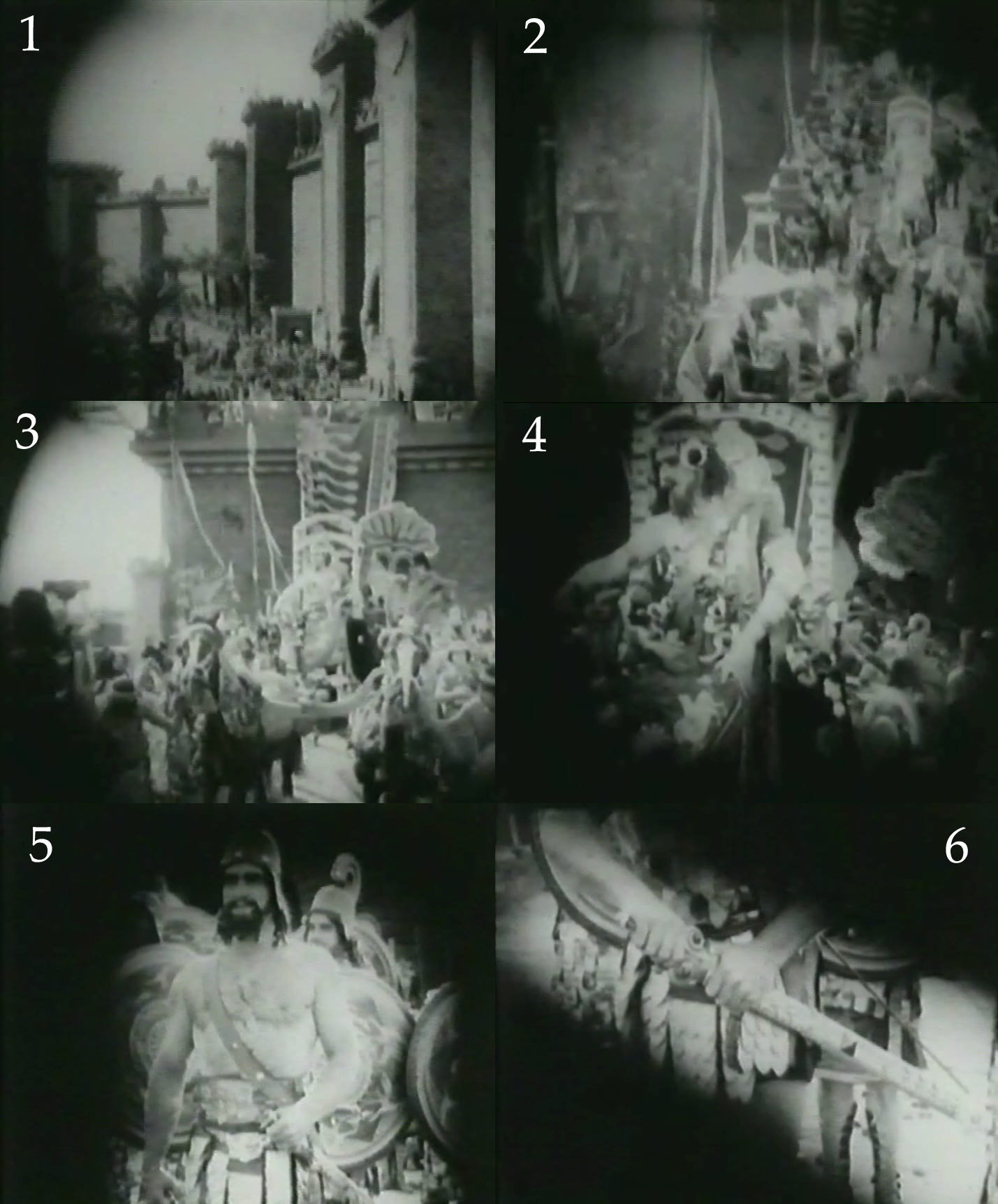
『イントレランス』のワンシーン。遠景からのフルショット、パンニング、接写（クローズアップ）による画期的モンタージュ技法

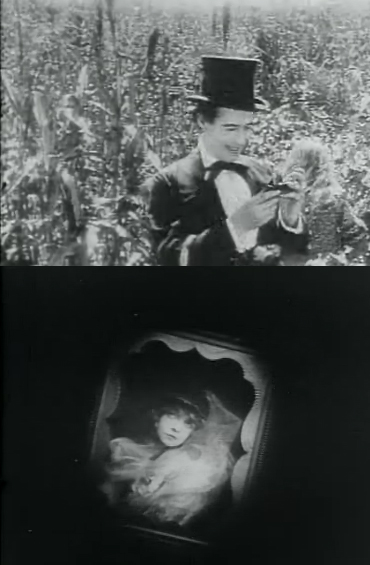
ポイントオブビューによる主観の切り替え（『國民の創生』）

グリフィスは、映画芸術の基本を作った人物として映画史にその名が刻まれている。これまでの映画というと、ワンシーンワンショット、固定カメラ撮影が特徴で、演劇色が濃かった。しかし、グリフィスは様々な演出法や撮影技法を確立・駆使していき、映画を独自の視覚的表現・一つの芸術として発展させた。
グリフィスはこれまでのワンシーンワンショットによるシーン単位の撮影からショット単位の撮影を行い、1つの場面を複数のショットで構成させ、モンタージュを確立させた。1つの場面を複数のショットで構成することは「物語を撮る」意味で初期の作品から行われていたが、彼はショットとショットを繋いで劇的な効果を生みだすことに成功している。グリフィスのモンタージュは時間の連続性を失わせないように複数のカメラを使うマルチ・カヴァレッジという方法で撮影されたのが特徴。この方法は当初多大な撮影予算がかかるため敬遠されていたが、戦後に黒澤明が『七人の侍』の合戦シーンを複数カメラで撮影したことをきっかけにハリウッドでも普及し、このスタイルは一般的になった。モンタージュに関しては1920年代にソ連の映画人たちが「モンタージュ理論」として体系化した。
異なる場所で同時に起きている2つ以上のシーンで、それぞれのショットを交互に繋ぐ編集法 であるクロスカッティング（並行モンタージュ、同時進行描写とも）もグリフィスが創始したといえる技術である。グリフィスお得意の演出「ラスト・ミニッツ・レスキュー（最後の瞬間の救出）」を使うときにクロスカッティングを用いられている。この技法は『淋しい別荘』の強盗襲撃のシーンで初めて用いられ、以降『國民の創生』『イントレランス』『東への道』などほとんどのグリフィス作品で使われた。
そのほかグリフィスが生み出した技法には移動撮影、フラッシュバック、フェードイン・アウト、アイリスイン・アウト、ポイントオブビュー（主観の切り換え）、イマジナリーラインなどがあり、一つのシーンをロングショット、ミドルショット、クローズアップといった違うショットサイズで撮影したのもグリフィスの功績である。
クローズアップを初めて使ったのもグリフィスと言われるが、グリフィスの以前から『おばあさんの虫眼鏡』『大列車強盗』などの作品でクローズアップはすでに使われていた。しかし、物語を語る点で初めて使ったのはグリフィスであり、映画評論家のH・A・ポタムキンは『シアター・ギルド』誌で「グリフィスの『網を繕う人』（1912年）で初めてクローズアップを芸術的に使った」と指摘している。
撮影技師のビリー・ビッツァーは、1908年から16年間にわたってグリフィス作品で撮影を担当し、彼の右腕として活躍した。『國民の創生』や『イントレランス』を撮ったのもビッツァーである。

## 俳優・監督の養成

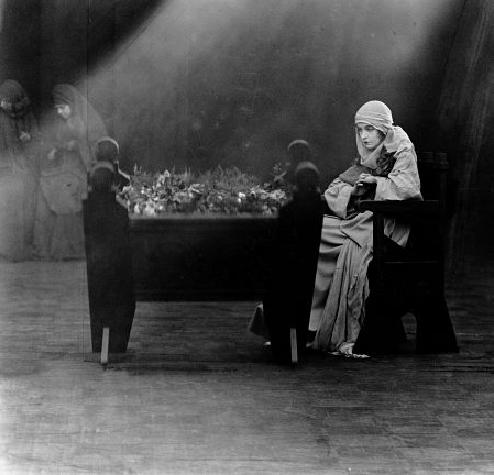
『イントレランス』のリリアン・ギッシュ

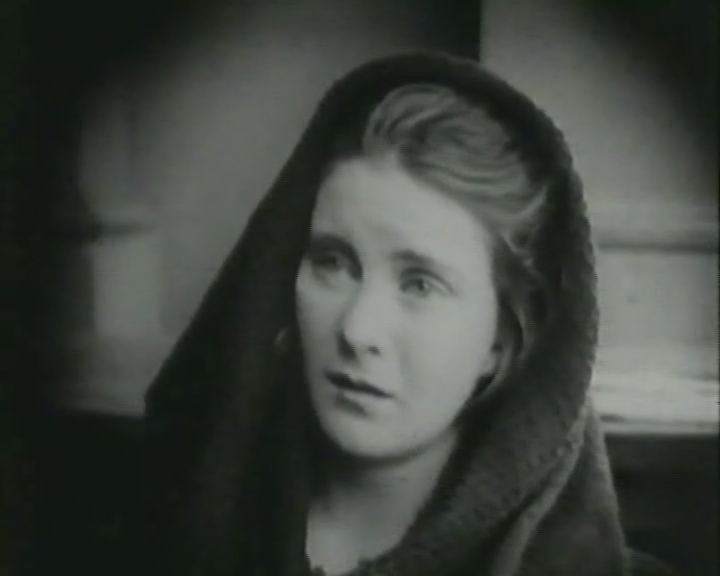
『イントレランス』のメエ・マーシュ

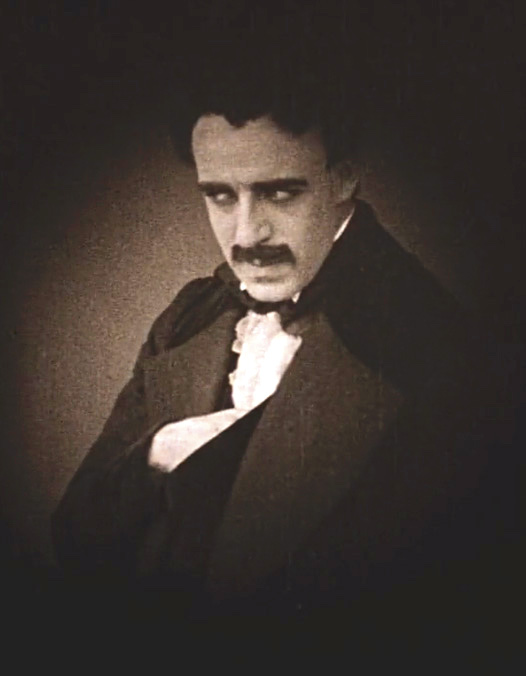
『國民の創生』のラオール・ウォルシュ

グリフィスのもとからは後に大活躍する多くの俳優・監督らを輩出している。
- リリアン・ギッシュ
メアリー・ピックフォードの紹介で、妹のドロシー・ギッシュとともにバイオグラフ社に入り、グリフィスの『見えざる敵』で映画デビューしている。以降グリフィス作品に欠かせない女優として『國民の創生』『イントレランス』『散り行く花』などに出演。二人は生涯を通じて芸術家同士として尊敬し合う友情で結ばれていた。『嵐の孤児』が最後のグリフィス作品となったが、その後も大活躍し、サイレント時代を代表する名女優となった。
- メアリー・ピックフォード
16歳のときにグリフィス作品で映画デビューを果たし、バイオグラフ社の作品で活躍した。その後グリフィスのもとを離れ、「アメリカの恋人」と呼ばれる大女優にまで成長した。また、二人はUA創立者である。
- マック・セネット
バイオグラフ社で俳優時代のグリフィスと共演しており、グリフィスが監督となると彼のもとで映画製作のノウハウを学んだ。その後トライアングル社傘下のキーストン・スタジオでキーストンコップスを手掛けていった。
- ダグラス・フェアバンクス
グリフィス主宰のファインアーツ社からデビュー（デビュー作がグリフィス脚本の『快男子』）。『イントレランス』に端役で出演している。その後冒険活劇スターとして活躍。また、二人はUA創立者である。
- ライオネル・バリモア
バイオグラフ社時代にグリフィスのもとで数本の脚本を書き、端役を演じていた。その後MGMに入社しスター俳優となった。
- ドナルド・クリスプ
グリフィスとは友人で、共にハリウッドに渡り、彼の助手を務めた後に映画監督となった。『國民の創生』『イントレランス』『散り行く花』に出演している。
- エリッヒ・フォン・シュトロハイム
『國民の創生』『イントレランス』で助監督を務め、端役で出演もしている。その後リアリズムの名巨匠となった。
- エルマー・クリフトン
『國民の創生』『イントレランス』で助監督を務め、ノンクレジットで出演もしている。『東への道』には協力監督として、B班の監督を務めるとともに、スタントも務めている。

ほか、フローレンス・ローレンス、メエ・マーシュ、ヘンリー・Ｂ・ウォルソール、リチャード・バーセルメスなどの俳優がグリフィスのもとから巣立っている。またラオール・ウォルシュ、ジャック・コンウェイ、トッド・ブラウニング、ヴィクター・フレミング、アラン・ドワン、W・S・ヴァン・ダイク、ジョン・フォードらの監督もグリフィスのもとで助手や脇役を務めていた。

## その他

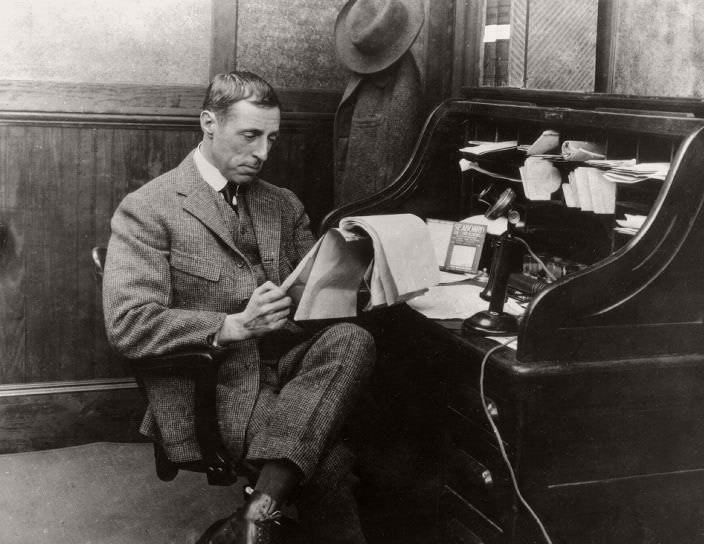
1925年頃のグリフィス

『イントレランス』はアメリカでは興業的に失敗したものの、ヨーロッパ諸国では絶賛された。特にウラジーミル・レーニンは大変感銘を受け、ロシア全土での上映を命じ、1922年にグリフィスを招き、ソ連映画界のリーダーに任じようとしたエピソードは有名である。また1927年にはグリフィスの弟子格であるダグラス・フェアバンクスとメアリー・ピックフォードのソ連訪問が実現している。
1953年に全米監督協会は長年にわたり映画界に功績を残した監督を称えるD・W・グリフィス賞を創設したが、『國民の創生』が人種差別的な描写であることから、「映画界の開拓者として評価するも、白人優越主義は人種差別を増長させる」と協会がグリフィスを批判。これにより1999年にグリフィス賞は廃止された。グリフィス賞にはジョン・フォード、アルフレッド・ヒッチコック、黒澤明、フランシス・フォード・コッポラなど錚々たる監督たちが受賞した。
1987年の映画『グッドモーニング・バビロン!』は、『イントレランス』製作の舞台裏を描いた。グリフィスはチャールズ・ダンスが演じた。
アニメ版『キテレツ大百科』の第56話「撮影快調!ハリウッドのバビロン宮殿」にて、『イントレランス』を観て感動したトンガリが映画監督に憧れ、自身のビデオカメラで映画を撮影していた。同じ頃、キテレツが映画撮影用のカメラ「夢楽鏡」を発明し完成させたが、使い方が解らず、『イントレランス』にて同様のカメラが使用されていたことをトンガリから聞き、コロ助、みよ子、ブタゴリラを含めた5人が航時機に乗って『イントレランス』を撮影中のD・W・グリフィスに会いに行き、映画撮影のノウハウや、撮影のビリー・ビッツァーにカメラの使い方を学んだというエピソードがある。
グリフィスはフリーメイソンでもある。

## 主な監督作品

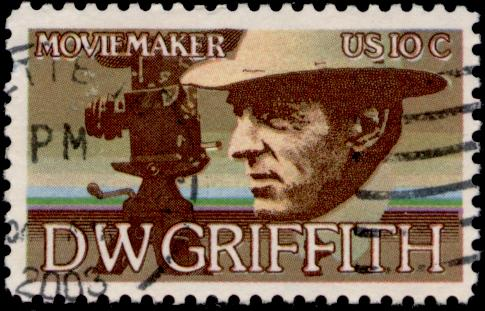
1975年に米国郵便公社からグリフィスの記念切手が発行された。

- ドリーの冒険 The Adventures of Dollie（1908年）
- じゃじゃ馬馴らし The Taming of the Shrew（1908年）
- 質屋の娘の恋 Romance of a Jewess（1908年）
- 迷惑帽子 Those Awful Hats（1909年）
- カーテン・ポール The Curtain Pole（1909年）
- 黄金のルイ The Golden Louis（1909年）
- 淋しい別荘 The Lonely Villa（1909年）
- 毒蛇の飼育 Nursing a Viper（1909年）
- 封印された部屋 The Sarled Room（1909年）
- インディアンの考え The Red Man's View（1909年）
- 小麦の買い占め A Corner in Wheat（1909年）
- 罠にかかったサンタクロース A Trap for Santa Claus（1909年）

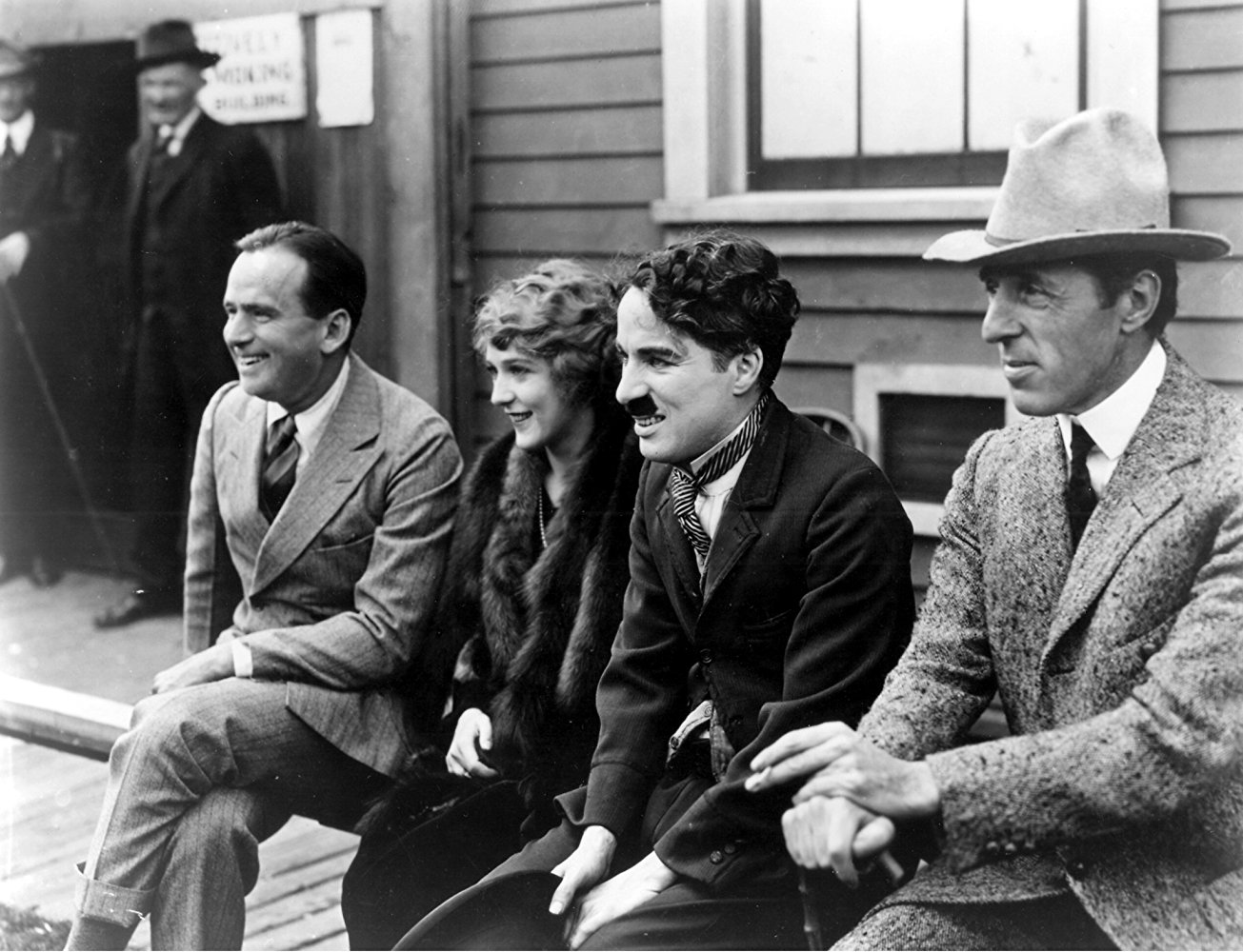
左からダグラス･フェアバンクス、メアリー･ビッグフォード、チャールズ･チャップリン、デヴィッド・ウオーク・グリフィス（1919年）

- 左からダグラス･フェアバンクス、メアリー･ビッグフォード、チャールズ･チャップリン、デヴィッド・ウオーク・グリフィス（1919年）不変の海 The Unchanging Sea（1910年）
- 境界州にて In the Border States（1910年）
- 高利貸し The Usurer（1910年）
- 鎧戸の締まった家 The House with Closed Shutters（1910年）
- 老人たちをどうすべきか What Shall We Do with Our Old?（1911年）
- 女の叫び The Lonedale Operator（1911年）
- 老男優 The Old Actor（1912年）
- 見えざる敵 An Unseen Enemy（1912年）
- 大虐殺 The Massacre（1912年）
- ピッグ横丁のならず者 The Musketeers of Pig Alley（1912年）
- ニューヨークの帽子 The New York Hat（1912年）
- 強盗のジレンマ The Burglar's Dilemma（1912年）
- ベッスリアの女王 Judith of Bethulia（1913年）
- 先史時代 Brute Force（1914年）[5][6]
- 國民の創生 The Birth of a Nation（1915年）兼脚本
- イントレランス Intolerance（1916年）兼脚本
- 世界の心 Hearts of the World（1918年）
- 散り行く花 Broken Blossoms（1919年）兼脚本
- スージーの真心 True Heart Susie (1919年)
- 渇仰の舞姫  The Idol Dancer (1920年)
- 愛の花 The Love Flower (1920年)
- 東への道 Way Down East（1920年）兼製作
- 嵐の孤児 Orphans Of The Storm（1921年）兼製作・脚本
- 恐怖の一夜 One Exciting Night（1922年）兼製作・脚本
- ホワイト・ローズ  The White Rose (1923年)
- アメリカ America（1924年）
- 素晴らしい哉人生 Isn't Life Wonderful（1924年）兼脚本
- 曲馬団のサリー Sally of the Sawdust（1925年）
- サタンの嘆き The Sorrows of Satan (1926年)
- 愛の太鼓 Drums of Love (1928年）
- 男女の戦 The Battle of the Sexes (1928年）
- 心の歌 Lady of the Pavements (1929年)
- 世界の英雄 Abraham Lincoln (1930年)

## 関連書籍
- 『リリアン・ギッシュ自伝 - 映画とグリフィスと私』（リリアン・ギッシュ/アン・ピンチョット著、鈴木圭介訳、筑摩書房、1990年8月）
- 『〈喜劇映画〉を発明した男　帝王マック・セネット、自らを語る』（マック・セネット著、石野たき子訳／新野敏也監訳、2014年、作品社 ISBN 978-4861824722）

## DVD
- 『D・W・グリフィス傑作選』パイオニアLDC、2002年10月
  - 『国民の創世』『イントレランス』『世界の心』『散り行く花』『東への道』『嵐の孤児』およびグリフィスのドキュメンタリー『アメリカン・ジーニアス』（1970年）を収録。1992年9月にパイオニアLDCより発売されたレーザーディスク・セットをDVD化したもの。解説書付き。

## ギャラリー
- 『ドリーの冒険』（1908年）
- 『質屋の娘の恋』（1908年）
- 『迷惑帽子』（1909年）
- 『淋しい別荘』（1909年）
- 『小麦の買い占め』（1909年）
- 『カーテン・ポール』（1909年）
- 『黄金のルイ』（1909年）
- 『インディアンの考え』（1909年）
- 『女の叫び』（1911年）
- 『ピッグ横丁のならず者』（1912年）
- 『ニューヨークの帽子』（1912年）
- 『見えざる敵』（1912年）
- 『國民の創生』（1915年）
- 『イントレランス』（1916年）
- 『散りゆく花』（1919年）